# Kotaro Horiuchi
Kotaro Horiuchi é um arquitecto e urbanista de origem Japonesa, nascido em 31 de Agosto de 1978, em Nagoya (Japão). Foi reconhecido em 2010 como um dos cem melhores arquitectos na nova geração. Formado em arquitectura pela Universidade Meiji em Tóquio, trabalha para os Mecanoo Architecten, em Delft, para os PPAG archtekten, em Viena, durante o período entre 2003 e 2005, e depois para o escritório DPA - Dominique Perrault Architecture, de 2005 a 2009. Posteriormente, funda o seu próprio escritório, com o nome de Kotaro Horiuchi Architecture, em Nagoya. 

## Biografia
1978 nasce em Nagoya, Japão

2002 diploma em arquitectura da Universidade Meiji, Tóquio

2004 diploma em arquitectura e urbanismo da Universidade Meiji, Tóquio

2003 mecanoo architecten, Delft

2004 ppag architekten, Viena

2005-09 dominique perrault architecture, Paris

2009 fundação de kotaro horiuchi architecture, Paris / Tóquio / Nagoya

2011 Prémio Silver Award do JCD Design

2012 Menções Honrosas em diversos concursos no Japão

## Principais projectos construídos
- Salon Du Fromage Hisada (Paris, França) 2010
- Membrane in Stratum (Nagoya, Japão) 2012